# Albany Capitals
Albany Capitals is een voormalige Amerikaanse voetbalclub uit Albany, New York. De club werd opgericht in 1988 en opgeheven in 1991. De club speelde twee seizoenen in de American Soccer League en twee seizoenen in de American Professional Soccer League.

## Erelijst
- American Professional Soccer League

Runner up (1): 1991

## Bekende (oud-)spelers
- Mike Windischmann